# Drapelele Americii de Nord
Aceasta este o listă de drapele naționale și internaționale folosite în America de Nord.

## Drapele internaționale

Drapelul Comunității Caraibelor
Drapelul Organizației Statelor Americane
Drapelul Organizației Statelor Americii Centrale

## America de Nord și America Centrală

Drapelul Bahamasului
Drapelul statului Belize
Drapelul Bermudei (Regatul Unit)
Drapelul Canadei
Clipperton (neoficial) (Franța)
Drapelul Costa Ricăi
Drapelul El Salvadorului
Drapelul Groenlandei (Danemarca)
Drapelul Guatemalei
Drapelul Hondurasului
Drapelul Mexicului
Drapelul Nicaraguei
Drapelul Republicii Panama1
Drapelul Saint Pierre și Miquelon (neoficial) (Franța)
Drapelul Statelor Unite ale Americii

## Caraibelor

Drapelul Anguillei (Regatul Unit)
Drapelul Antiguei și Barbudei
Drapelul Arubei1 (Regatul Țărilor de Jos)
Drapelul Barbadosului
Drapelul Bonaire1 (Olanda)
Drapelul Cubei
Drapelul Curaçao1 (Regatul Țărilor de Jos)
Drapelul Dominicăi
Drapelul Republicii Dominicane
Drapelul Grenadei
Drapelul Guadelupei (neoficial) (Franța)
Drapelul Haitiului
Drapelul Jamaicăi
Drapelul Martinicăi (Franța)
Drapelul Montserratului (Regatul Unit)
Drapelul Puerto Rico (Statele Unite)
Drapelul Sabei (Olanda)
Drapelul Saint Barthélemy (neoficial) (Franța)
Drapelul Sfântului Cristofor și Nevis
Drapelul Sfintei Lucia
Drapelul Sfântului Vicențiu și Grenadine
Drapelul Sint Eustatius (Olanda)
Drapelul Sint Maarten (Regatul Țărilor de Jos)
Drapelul Trinidadului și Tobago1
Drapelul Insulelor Turks și Caicos (Regatul Unit)
Drapelul Insulelor Virgine Americane (Statele Unite)
Drapelul Insulelor Virgine Britanice (Regatul Unit)